# Хогстратен
Хогстратен (на нидерландски: Hoogstraten) е град в Северна Белгия, окръг Тьорнхаут на провинция Антверпен. Разположен е на границата с Нидерландия, на 13 km северозападно от град Тьорнхаут. Населението му е около 18 600 души (2006).